# Putineiu (Giurgiu)
Putineiu è un comune della Romania di 2 734 abitanti, ubicato nel distretto di Giurgiu, nella regione storica della Muntenia.
Il comune è formato dall'unione di 3 villaggi: Hodivoaia, Putineiu, Vieru.